# Celastrina kyushuensis
Celastrina kyushuensis är en fjärilsart som beskrevs av Shirôzu 1948. Celastrina kyushuensis ingår i släktet Celastrina och familjen juvelvingar. Inga underarter finns listade i Catalogue of Life.